# Michael Grylls
Sir William Michael John Grylls, znany jako Michael Grylls (ur. 21 lutego 1934, zm. 7 lutego 2001) – brytyjski polityk należący do Partii Konserwatywnej. Uczestniczył w aferze w latach 90 XX wieku w Wielkiej Brytanii znanej w historiografii brytyjskiej pod nazwą Cash-for-questions affair. Jest ojcem podróżnika Beara Gryllsa. 

## Edukacja i wczesna kariera
Jest synem Edwarda Wiliama Harveya Grylls (OBE) z Winterbourne Zelston House. Był kształcony w Royal Naval College w Dartmouth. Chciał dostać się do marynarki, lecz jego wzrok nie był wystarczająco dobry, dostał się do Royal Marines i pozostał w jej w służbie do roku 1955. Studiował potem język hiszpański na Uniwersytecie w Madrycie. Później próbował sił w biznesie zakładając firmę importującą wina o nazwie "Costa Brava Company". Nazywając niektóre produkty określeniem "hiszpański szampan" wywołał sprzeciw zarówno producentów prawdziwego szampana, jak i jego londyńskich importerów. 
Michael Grylls był członkiem Royal Yacht Squadron aż do swojej śmierci w roku 2001.

## Rodzina
Michael Grylls ożenił się z Sarah Smiles Justice Ford, córką polityczki Patricii Ford i krykiecisty Neville'a Forda. Żona jest pasierbicą konserwatywnego polityka Nigela Fishera. Z ich związku mieli dwójkę dzieci, córkę i syna, Beara Gryllsa.